# Суперінтелект (фільм)
«Суперінтелект» (англ. Superintelligence) — американський комедійний фантастичний бойовик 2020 року. Режисер Бен Фальконе; сценарист Стів Меллорі. Продюсери Роб Кауен та Бен Фальконе. Дистриб'ютор — компанія Warner Bros. Pictures, стрічка вийшла у цифровому вигляді у США через HBO Max і її продемонстрували у світі 26 листопада 2020 року. Фільм отримав неоднозначні відгуки критиків. Прем'єра в Україні відбулася 25 січня 2021 року (прокатник Kinomania Film Distribution).

## Про фільм
З Керол Пітерс ніколи не траплялось нічого надзвичайного. А коли вдома з нею почав розмовляти телевізор, телефон і мікрохвильовка, Керол видалось, що це розіграш. Або що вона потрохи сходить з глузду.
Насправді ж, перший у світі суперінтелект вирішив здійснити спостереження за спробами Керол помиритися з колишнім, аби краще зрозуміти людську природу.
У швидкому часі всемогутній штучний інтелект починає керувати життям жінки та виношує зловісний план — захопити світ. Отже, тепер Керол Пітерс — останній шанс людства перед тим, як суперінтелект може вирішити покінчити з ним.

## Знімалися
- Меліса Маккарті — Керол Пітерс
- Джеймс Корден — він сам і голос «Суперінтелекту»
- Боббі Каннавале — Джордж, «колишній» Керол
- Браян Тайрі Генрі — Денніс, найкращий друг Керол
- Джин Смарт — президент Монаган
- Сем Річардсон — агент Джон Донаг'ю
- Бен Фальконе — агент Чарльз Койпер
- Майкл Біч — генерал Саул Гомес
- Рейчел Тікотін — режисер Тайсон
- Каран Соні — Ахмед
- Джессіка Сент-Клер — Леслі
- Стів Меллорі — Ден
- Кортні Паттерсон — Карла
- Усман Еллі — Серджі
- Дженна Перусіч — Хельга
- Сара Бейкер — Емілі
- Деймон Джонс — Віктор
- Кен Гріффі-молодший — він сам
- Октавія Спенсер — вона сама та жіночий голос «Суперінтелекту»
- Вільям Деніелс — голос KITT
- Едуардо Франко — Тодд